# MBK Mariupol
MBK Mariupol (ukr. Муніципальний баскетбольний клуб «Маріуполь», Municypalnyj Basketbolnyj Kłub "Mariupol") – ukraiński klub koszykarski, mający siedzibę w mieście Mariupol.

## Historia
Chronologia nazw:
- 1990: BK Azowmasz Mariupol (ukr. БК «Азовмаш» Маріуполь)
- 1997: BK Azowbasket Mariupol (ukr. БК «Азовбаскет» Маріуполь)
- 1999: BK Azowmasz Mariupol (ukr. БК «Азовмаш» Маріуполь)
- 2014: klub rozwiązano
- 2016: MBK Mariupol (ukr. МБК «Маріуполь»)

Klub koszykarski Azowmasz Mariupol został założony w Mariupolu w 1990 roku i reprezentował Mariupolski Zakład Maszyn Ciężkich "Azowmasz". We wrześniu 1990 zespół rozpoczął występy w Pierwszej lidze mistrzostw ZSRR (strefa ukraińska) i zajął 6 miejsce z 8 uczestniczących drużyn. W sezonie 1992 zespół startował w Pierwszej Lidze Ukrainy, wygrywając ligę i zdobywając awans do Wyższej Ligi Ukrainy. W debiutanckim sezonie 1992/93 zajął 7.miejsce. W sezonie 1995/96 zajął ostatnie 11.miejsce w Wyższej Lidze i potem grał w barażach o prawo gry na najwyższym poziomie. Jednak latem 1996 została utworzona Superliga, która została skrócona do 8 drużyn i klub został sklasyfikowany do niższej ligi, która dalej nazywała się Wyszcza liha. W 1997 zmienił nazwę na Azowbasket Mariupol i wygrał ligę w sezonie 1997/98. W sezonie 1998/99 debiutował w Superligi, w której zajął przedostatnie 9.miejsce. Dopiero po dwóch latach już jako Azowmasz Mariupol zdobył Puchar Ukrainy oraz brązowe medale mistrzostw. W 2003 został mistrzem Ukrainy, w 2004 powtórzył ten sukces. W 2005 spadł na drugą pozycję, ale potem przez kolejne trzy sezony znów był najlepszym na Ukrainie. W sezonie 2008/09 po raz pierwszy w historii europejskiej koszykówki nastąpił podział krajowego związku koszykówki. Formalnie powodem podziału był brak akceptacji przez FBU pewnych ograniczeń. W szczególności limit wynagrodzeń, który istnieje w Stanach Zjednoczonych i limit dla zagranicznych graczy. Niektóre kluby, które nie zrezygnowały z tego stanowiska, zjednoczyły się w nowej lidze - Ukraińskiej Lidze Koszykówki (UBL), reszta pozostała w Superlidze. Mariupolski klub pozostał w Superlidze, zdobywając kolejny tytuł mistrzowski. W 2009, po połączeniu dwóch lig, a mianowicie UBL i Superligi, klub po raz ostatni zdobył mistrzostwo Ukrainy. W 2011 zajął trzecie miejsce po rundzie zasadniczej, ale już przegrał w ćwierćfinale i odpadł z walki o mistrzostwo Superligi. W 2012 i 2013 był drugim, a w 2014 trzecim. Po zakończeniu sezonu 2013/14 z powodu wybuchu wojny w Donbasie stracił możliwość rozgrywania meczów we własnej hali dlatego klub został rozwiązany.
W 2016 klub został reaktywowany jako MBK Mariupol i startował w Wyższej Lidze Ukrainy.

## Sukcesy
- mistrz Ukrainy: 2003, 2004, 2006, 2007, 2008, 2009, 2010
- wicemistrz Ukrainy: 2005, 2012, 2013
- brązowy medalista Mistrzostw Ukrainy: 2001, 2002
- zdobywca Pucharu Ukrainy: 2001, 2002, 2006, 2008, 2009
- finalista Pucharu Ukrainy: 2007
- zwycięzca Konferencji Północ FIBA EuroCup: 2003
- finalista FIBA EuroCup: 2006-07

## Struktura klubu

### Hala
Klub koszykarski rozgrywał swoje mecze domowe w hali Azowmasz Areny w Mariupolu, który może pomieścić 3000 widzów.